# Stacey Abrams

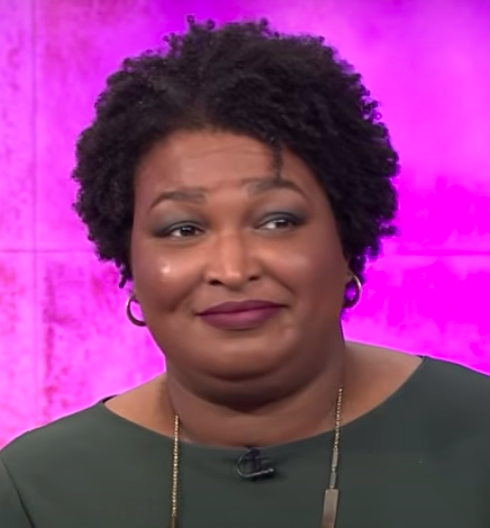
Stacey Abrams (2019)

Stacey Yvonne Abrams ([ˈeɪbrəmz]; * 9. Dezember 1973 in Madison, Wisconsin) ist eine US-amerikanische Juristin, Autorin, Aktivistin für Wählerrechte und Politikerin der Demokratischen Partei. Sie gehörte zwischen 2007 und 2017 dem Repräsentantenhaus von Georgia als Abgeordnete an und war dort ab 2011 auch Vorsitzende der demokratischen Fraktion. Sie unterlag bei der Gouverneurswahl in Georgia 2018 als erste afroamerikanische Frau, die von einer der beiden großen Parteien für das höchste Amt in einem Bundesstaat aufgestellt wurde.

## Werdegang
Geboren in Wisconsin, wuchs Abrams zunächst in Mississippi auf, bevor ihre Familie nach Atlanta im Bundesstaat Georgia umzog. Nach dem Besuch von High School und College schloss sie später ein Studium in Politikwissenschaften an der University of Texas ab. Im Anschluss erwarb sie 1998 einen Abschluss in Rechtswissenschaft an der renommierten Yale University. Abrams ist unverheiratet und hat fünf Geschwister. Ihre jüngere Schwester Leslie ist Richterin an einem Bundesbezirksgericht in Georgia. Zwischen 1999 und 2006 war sie in verschiedenen juristischen Bereichen der Privatwirtschaft tätig.
Bereits seit ihrer Jugend interessierte sich Abrams für Politik und war an mehreren Wahlkämpfen der Demokratischen Partei auf lokaler Ebene beteiligt. Unter anderem war sie am Schreiben von Wahlkampfreden beteiligt. Im Jahr 2006 kandidierte sie schließlich selbst für ein Amt und wurde als Abgeordnete in das Repräsentantenhaus von Georgia gewählt, dem sie ab Januar 2007 angehörte. Nach zwei Wiederwahlen wurde Abrams im Jahr 2011 zur Vorsitzenden der demokratischen Fraktion gewählt. Als Minority Leader fiel ihr damit in erster Linie die Rolle einer Oppositionsführerin zu, während die Republikaner sowohl die Legislative als auch Exekutive mit dem Gouverneur beherrschten. Allerdings versuchte sie auch in verschiedenen Bereichen die Politik des Bundesstaates aktiv mitzugestalten: So kam eine überparteiliche Reform des Schulwesens zu Stande, in deren Verlauf Abrams mit dem republikanischen Gouverneur Nathan Deal zusammenarbeitete. 2012, 2014 und 2016 wurde sie jeweils im Amt bestätigt. Zwischen 2007 und 2013 vertrat Abrams den 84. Wahlbezirk und in Folge einer turnusgemäßen Anpassung den 89. Bezirk.
Im Juni 2017 kündigte Abrams ihre Kandidatur für die Gouverneurswahl in Georgia 2018 an. Um sich vollumfänglich ihrer Wahlkampagne widmen zu können, legte sie im Juli 2017 ihre Mandate in der State Legislature nieder. Die Vorwahl um die Nominierung der Partei gewann sie im Mai 2018 gegen Stacey Evers mit 76,5 % der Stimmen und wurde damit zur ersten schwarzen Frau der US-Geschichte, die von einer der beiden großen Parteien für ein Gouverneursamt aufgestellt wurde. Ihr Vorwahlsieg fand überregionale Beachtung in den amerikanischen und internationalen Medien. Aus der Vorwahl der Republikaner ging der ideologisch rechts stehende und von Präsident Donald Trump unterstützte Secretary of State Brian Kemp siegreich hervor. Der amtierende Gouverneur Nathan Deal konnte nach zwei Amtsperioden nicht noch einmal antreten.

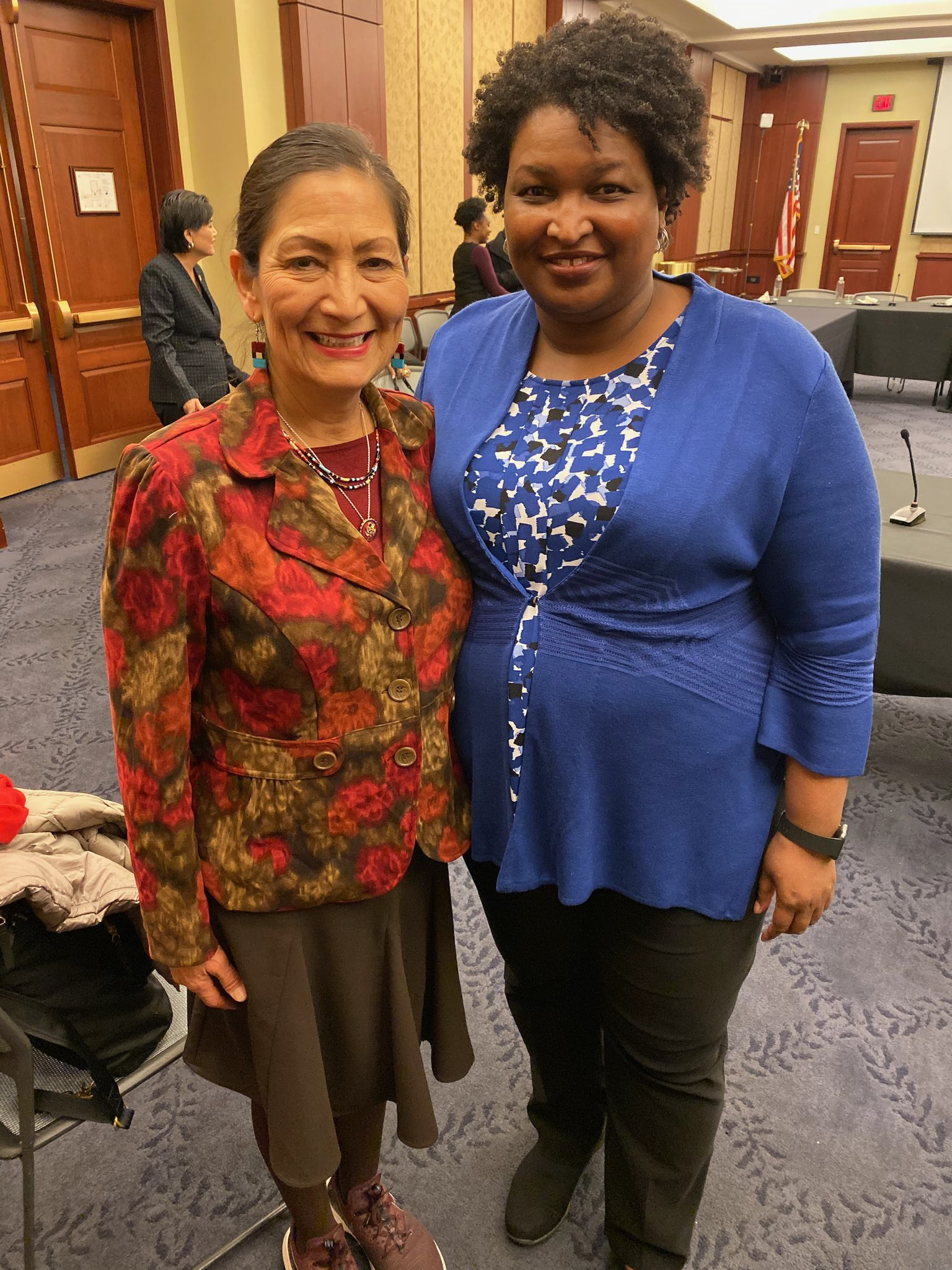
Abrams mit der Kongressabgeordneten Deb Haaland, 2019

In ihrem Wahlkampf fokussierte Abrams vor allem Themen wie soziale Gerechtigkeit, Investitionen in Bildung, besseren Krankenversicherungsschutz und eine Reform des Strafrechts zur Senkung der hohen Zahl an Gefängnisinsassen. Dies solle insbesondere Afroamerikanern helfen, die aus Sicht vieler Demokraten oft für kleinere Vergehen zu hart bestraft würden. Des Weiteren steht Abrams für eine liberale Gesellschaftspolitik, die Einwanderung begrüßt und Frauen ein Recht auf Schwangerschaftsabbruch einräumt (Pro-Choice). Sie wird dem progressiven, nach europäischen Maßstäben linken, Flügel der Demokraten zugerechnet. In dieser Hinsicht unterscheidet sie sich von früheren Gouverneurskandidaten der Demokraten in Georgia, die seit 1998 stets erfolglos blieben. Deren Strategie, als eher zentristische Politiker auch moderate Konservative in dem strukturell den Republikanern zugeneigten Bundesstaat anzusprechen, hält Abrams für gescheitert. Stattdessen konzentrierte sie sich auf eine Mobilisierung der eigenen Wählerschaft, die auch durch eine überdurchschnittliche Wahlbeteiligung von Schwarzen erreicht werden sollte. Politische Beobachter räumten Abrams durchaus Chancen auf einen Wahlerfolg ein. Insbesondere das nationale politische Klima, die mäßige Popularität des Präsidenten Trump sowie die zunehmende Verschiebung Georgias von einem red state (republikanischen Staat) zu einem purple state (violetter oder umkämpfter Bundesstaat) wurden zu ihren Gunsten genannt.
Bei der Wahl im November 2018 unterlag Abrams dem Republikaner Kemp mit 48,8 zu 50,3 Prozent der Stimmen. Zuvor hatte Kemp als amtierender Secretary of State eine Reihe von umstrittenen Entscheidungen getroffen, die Kritiker als Versuche bezeichneten, demokratisch geneigten Wählern die Teilnahme an der Abstimmung zu erschweren oder sie auszuschließen (voter suppression). Daher bestand Abrams, obwohl ihr Rückstand auf Kemp bereits kurz nach dem Wahltag als unaufholbar schien, darauf, dass alle Stimmzettel ausgezählt würden, und gab die Wahl lange nicht verloren, da für den Fall, dass Kemps Stimmanteil unter 50 Prozent gefallen wäre, eine Stichwahl hätte angesetzt werden müssen. Nachdem beide Seiten Gerichte angerufen hatten und einige Entscheidungen zugunsten, andere zulasten Abrams’ ausgefallen waren, beendete sie am 16. November 2018 ihren Wahlkampf. Sie hatte überlegt, die Wahl insgesamt wegen des Ausschlusses vieler Wähler gerichtlich anzugreifen, darauf aber verzichtet.
Abrams kündigte an, sich in allgemeinerer Form gegen den Ausschluss von Wählern in Georgia zu engagieren. Sie gilt als mögliche Kandidatin der Demokraten für weitere Ämter. So ist etwa über eine Senatskandidatur 2020 gegen David Perdue spekuliert worden; in der Washington Post kam der Vorschlag auf, Abrams zur Sprecherin des Repräsentantenhauses der Vereinigten Staaten zu machen. Im Januar 2019 traf sich Abrams im US-Senat mit dem Fraktionsvorsitzenden Chuck Schumer und der Wahlkampfbeauftragten Catherine Cortez Masto und kündigte an, bis März über ihre politischen Pläne zu entscheiden. Abrams sprach die Antwort-Rede der Demokraten auf Präsident Trumps State of the Union Address am 5. Februar 2019.
Im November 2020 bekundete Abrams Interesse, bei der Wahl 2022 erneut für das Amt der Gouverneurin anzutreten. Bei der Gouverneurswahl im November 2022 trat Abrams auch erneut gegen Kemp an, der sein Wahlergebnis dieses Mal auf über 53 % der Stimmen verbessern und das Rennen klar für sich entscheiden konnte.
2025 wurde Abrams zum Mitglied der American Academy of Arts and Sciences gewählt.

## Auftritte in Medien
Im Jahr 2020 trat sie in der Dokumentation All In: The Fight for Democracy von Liz Garbus und Lisa Cortés auf, die die Manipulation von Wahlen durch Gerrymandering und systematische Erschwerung der Wahl für bestimmte Bevölkerungsgruppen thematisiert.
Im Staffelfinale der vierten Staffel Star Trek: Discovery spielte Abrams, selbst Star-Trek-Fan, die Präsidentin der Vereinigten Erde.

## Werke
- Stacey Abrams: Minority Leader: How to Build Your Future and Make Real Change. Henry Holt and Co., New York 2018, ISBN 978-1-250-19129-8 (englisch).
- Stacey Abrams: Our Time Is Now: Power, Purpose, and the Fight for a Fair America. Henry Holt and Co., New York 2020, ISBN 978-1-250-25770-3 (englisch).
- Stacey Abrams: [[While Justice Sleeps]]. Doubleday, New York 2021, ISBN 978-0-385-54657-7 (englisch).
- Stacey Abrams: Stacey's Extraordinary Words. Balzer + Bray, New York 2021, ISBN 978-0-06-320947-3 (englisch).

Romane (als Selena Montgomery):
- Selena Montgomery: Rules Of Engagement. Harlequin Kimani Arabesque, 2001, ISBN 978-1-58314-224-0 (englisch).
- Selena Montgomery: The Art of Desire. Harlequin Kimani Arabesque, 2001, ISBN 978-1-58314-264-6 (englisch).
- Selena Montgomery: Power of Persuasion. Harlequin Kimani Arabesque, 2002, ISBN 978-1-58314-265-3 (englisch).
- Selena Montgomery: Never Tell. St. Martin’s Paperbacks, 2004, ISBN 978-0-312-99306-1 (englisch).
- Selena Montgomery: Hidden Sins. HarperTorch, 2006, ISBN 978-0-06-079849-9 (englisch).
- Selena Montgomery: Secrets and Lies. Avon, 2006, ISBN 978-0-06-079851-2 (englisch).
- Selena Montgomery: Reckless. Avon, 2008, ISBN 978-0-06-137603-0 (englisch).
- Selena Montgomery: Deception. Avon, 2009, ISBN 978-0-06-137605-4 (englisch).